# Arnhem Veenendaal Classic 2014
La 29e édition de la Arnhem Veenendaal Classic a lieu le 22 août 2014. L'épreuve figure au calendrier UCI Europe Tour 2014 en catégorie 1.1.

## Équipes
| Nom de l'équipe | Pays     | Code |
| --------------- | -------- | ---- |
| Belkin          | Pays-Bas | BEL  |
| Cannondale      | Italie   | CAN  |
| Movistar        | Espagne  | MOV  |

| Nom de l'équipe             | Pays     | Code |
| --------------------------- | -------- | ---- |
| Topsport Vlaanderen-Baloise | Belgique | TSV  |
| Wanty-Groupe Gobert         | Belgique | WGG  |

| Nom de l'équipe        | Pays     | Code |
| ---------------------- | -------- | ---- |
| Sélection des Pays-Bas | Pays-Bas | NED  |

| Nom de l'équipe           | Pays       | Code |
| ------------------------- | ---------- | ---- |
| 3M                        | Belgique   | MMM  |
| An Post-ChainReaction     | Irlande    | SKT  |
| Astellas                  | États-Unis | ACT  |
| De Rijke                  | Pays-Bas   | RIJ  |
| Giant-Shimano Development | Suède      | GID  |
| Jo Piels                  | Pays-Bas   | CJP  |
| Koga                      | Pays-Bas   | KOG  |
| Metec-TKH Continental     | Pays-Bas   | MET  |
| Parkhotel Valkenburg      | Pays-Bas   | PVC  |
| Rabobank Development      | Pays-Bas   | RDT  |
| Stölting                  | Allemagne  | STG  |

## Classement
| Résultats \| \| Coureur \| Équipe \| \| Temps \| \| -- \| ------------------ \| --------------------------- \| -- \| --------------- \| \| 1 \| Yves Lampaert \| Topsport Vlaanderen-Baloise \| en \| 4 h 35 min 03 s \| \| 2 \| Michael Vingerling \| 3M \| + \| 10 s \| \| 3 \| Jos van Emden \| Belkin \| \| 10 s \| \| 4 \| Tom Van Asbroeck \| Topsport Vlaanderen-Baloise \| \| 10 s \| \| 5 \| Jempy Drucker \| Wanty-Groupe Gobert \| \| 10 s \| \| 6 \| Berden de Vries \| Jo Piels \| \| 13 s \| \| 7 \| Ivar Slik \| Rabobank Development \| \| 13 s \| \| 8 \| Tim Gebauer \| Stölting \| \| 13 s \| \| 9 \| Kristjan Koren \| Cannondale \| \| 13 s \| \| 10 \| Dayer Quintana \| Movistar \| \| 13 s \| |                    |                             |    |                 |
| | Coureur            | Équipe                      |    | Temps           |
| 1 | Yves Lampaert      | Topsport Vlaanderen-Baloise | en | 4 h 35 min 03 s |
| 2 | Michael Vingerling | 3M                          | +  | 10 s            |
| 3 | Jos van Emden      | Belkin                      |    | 10 s            |
| 4 | Tom Van Asbroeck   | Topsport Vlaanderen-Baloise |    | 10 s            |
| 5 | Jempy Drucker      | Wanty-Groupe Gobert         |    | 10 s            |
| 6 | Berden de Vries    | Jo Piels                    |    | 13 s            |
| 7 | Ivar Slik          | Rabobank Development        |    | 13 s            |
| 8 | Tim Gebauer        | Stölting                    |    | 13 s            |
| 9 | Kristjan Koren     | Cannondale                  |    | 13 s            |
| 10 | Dayer Quintana     | Movistar                    |    | 13 s            |